# Épopée
Pour les articles homonymes, voir Épopée (homonymie).
« Épique » redirige ici. Pour l’article homophone, voir ÉPIC.

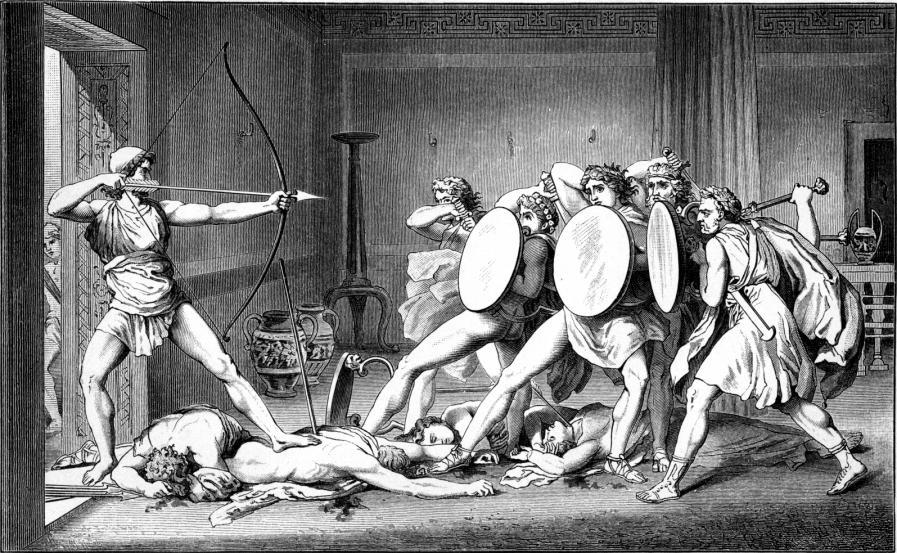
Le massacre des prétendants par Ulysse, épisode de l'Odyssée d'Homère.

Une épopée (du grec ancien ἐποποιία / epopoiía, de ἔπος / épos, « récit ou paroles d’un chant », et 
ποιέω / poiéō, « faire, créer » ; littéralement « l’action de faire un récit ») est un long poème d’envergure nationale narrant les exploits historiques ou mythiques d’un héros ou d’un peuple.
Le terme d’épopée peut, par extension, renvoyer à une suite de hauts-faits militaires et à la littérature qui y est relative. On parle ainsi d’épopée napoléonienne, l'épopée de Gilgamesh ou l'épopée d'Ulysse.
Par extension aussi, l'épopée peut désigner une suite d'événements extraordinaires, d'actions éclatantes qui s'apparentent au merveilleux et au sublime de l'épopée. 
Par extension également, un grand nombre de poèmes particulièrement longs, comme Évangéline de Longfellow ou la Divine Comédie de Dante, sont qualifiées d’épopées, bien que ne correspondant pas nécessairement aux caractéristiques traditionnelles du genre. De même, de nombreux textes, poèmes ou romans, à l’instar du Dit du Genji, ont pu être dits épiques en raison de leur dimension fondatrice ou de leur importance majeure dans la culture d’un peuple.

## Caractéristiques de l’épopée
L’épopée se rattache originellement à une tradition orale, transmise par des aèdes itinérants, griots, chamans, conteurs, bardes ou troubadours. Elle était certainement dite ou psalmodiée sur une musique monocorde, parfois chantée. D'abord retranscription de fragments récités, parfois à partir de sources différentes, elle devient par la suite un genre littéraire en soi, l’œuvre d’un seul auteur, qui continue cependant souvent à utiliser des procédés hérités de la tradition orale. On peut ainsi distinguer épopées primaires ou populaires et épopées secondaires, également dites épopées littéraires,.
Puisant ses sources dans l’Histoire, l’épopée s'en distingue notamment par le souci de la part de son auteur de créer une œuvre relatant des faits vraisemblables, et non pas de relater des faits réels comme l’historien. Ses relations avec la réalité historique sont donc très variables, au point que le poème épique inclut fréquemment une dimension merveilleuse, son contenu tanguant de l’Histoire au mythe et du mythe à l’Histoire[réf. nécessaire].
Parce que le poème épique est principalement destiné à faire l’éloge d’un peuple ou d’un héros national, se devant de surmonter maintes épreuves, guerrières comme intellectuelles, pour atteindre ses objectifs, le poète se permet de nombreux artifices, figures de style, dont l’hyperbole occupe une part importante. Ces ornements confèrent également à l’œuvre plus de vie et constituent tout son caractère poétique.
La poésie épique « centrée sur la troisième personne, met fortement à contribution la fonction référentielle » du langage – c'est-à-dire qu'elle peint un monde, des événements (tandis que la poésie lyrique privilégie plutôt l’expression des émotions d’un Je, et que la poésie dramatique met en scène un dialogue, où domine le « tu »), donc que le poète n'y doit pas se mettre en avant, mais au contraire s'effacer devant son récit et les personnages qu'il met en scène.
Selon Hegel, qui parle de « Bible d’un peuple », l’épopée a une forte dimension fondatrice. Elle narre un épisode « lié au monde en lui-même total d’une nation ou d’une époque », dont elle constitue « les véritables fondations de la conscience ». C'est à ce titre qu'elle se déroule sur un « sol ouvert en lui-même à des conflits entre des nations entières ».
« Partout en Europe, on écrit, on cherche et on découvre des épopées, qu’il s’agisse de nouveaux ou d’anciens mythes, matières ou textes. On peut citer à titre d’exemples Don Juan de George Gordon Byron, Hermann und Dorothea de Goethe, la redécouverte de la chanson des Nibelungen, la production de l’épopée nationale finlandaise Kalevala ou encore de grands projets de roman à vision épique : la Comédie humaine de Balzac ou Voina i mir (La Guerre et la Paix) de Léon Tolstoi ».

## Évolution

### La plus vieille épopée du monde
La plus ancienne épopée retrouvée serait celle intitulée l’Épopée de Gilgamesh. Elle est datée du IIIe millénaire av. J.-C. et aurait été rédigée en sumérien à partir de récits légendaires sumériens et babyloniens mettant en scène le roi Gilgamesh d’Uruk. L’histoire de cette épopée illustre parfaitement la volonté originelle d’immortaliser des récits oraux en les fixant, puisque des exemplaires en ont été retrouvés traduits en hittite et en hourrite dans un espace particulièrement large regroupant la Mésopotamie, l’Anatolie et la Syrie. Particulièrement longue, l’Épopée de Gilgamesh trouve son origine dans des mythes divers et variés, issus de nations différentes. Si elle se présente davantage comme la quête d’un héros poussé par des intérêts égoïstes, elle revêt un symbolisme très important, présentant peut-être une épopée de tout un chacun, à portée plus universelle que nationale, sous-tendue par une volonté didactique, celle de montrer que l’homme peut puiser en soi une énergie surhumaine, tout en se devant de prendre conscience de ses limites.

### Épopée grecque
On attribue généralement à l’aède légendaire Homère les deux premières épopées grecques : l’Iliade et l’Odyssée. L’origine de ces deux textes n'est pas certaine : divers récits et anecdotes portant sur le siège de la ville de Troie par les Achéens, colportées par de nombreux aèdes, y auraient été rassemblées, couchées par écrit et rédigées avec soin par Homère, à moins que ce travail n’ait été réalisé ultérieurement, à partir des récits d’Homère lui-même, si même les thèses posant son existence sont fondées. Les poèmes homériques furent longtemps transmis à l'oral (théorie de l'oralité), avant d'être mis par écrit au VIIIe siècle av. J.-C., peut-être par Homère, ou par un groupe d'aides. 
L’Iliade et l’Odyssée furent pendant des siècles un élément fondamental de la culture grecque. À l’époque classique, l’épopée, l’un des trois genres poétiques, avec le drame et la poésie lyrique, que distinguaient les Grecs, est pourtant concurrencée par la poésie dramatique. Au IVe siècle av. J.-C., Aristote écrit une Poétique où il compare les deux genres, donnant finalement la prééminence au genre dramatique, et où il en offre une théorisation sommaire. Il y justifie par exemple l’emploi du « mètre héroïque » (l'hexamètre dactylique) pour l’épopée, qu’il pense le mieux adapté aux objectifs de ce genre. D’après lui, en effet « l’héroïque est le plus posé des mètres et celui qui a le plus d’ampleur : aussi se prête-t-il le mieux aux noms étrangers et aux métaphores, car la poésie narrative est la plus riche de toutes ».

### Épopée latine

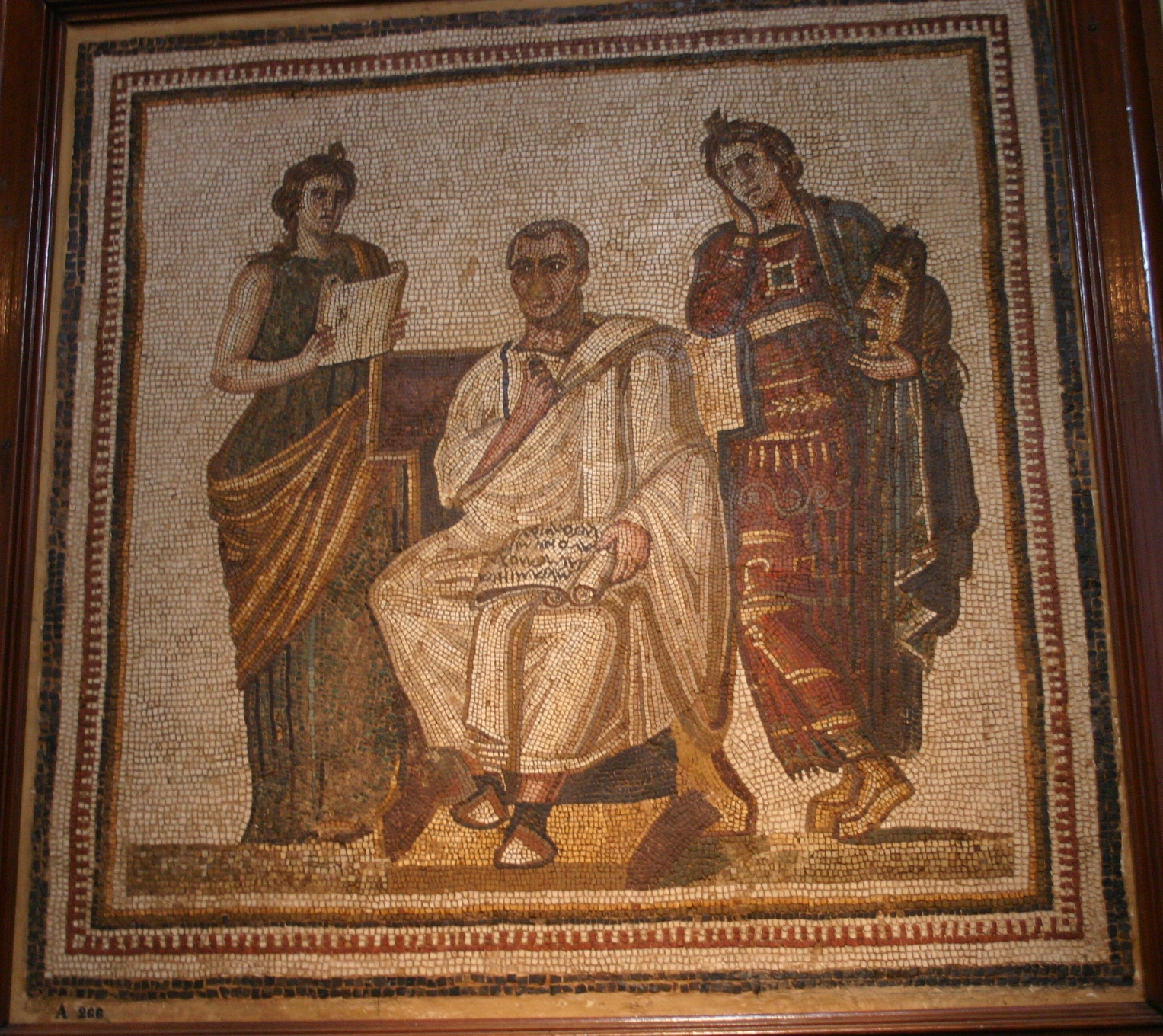
Virgile entouré des muses Clio et Melpomène (musée national du Bardo, près de Tunis).

L’épopée acquiert avec sa romanisation un statut tout différent de celui qu'elle possédait en Grèce. Si à l’époque grecque classique l’origine des épopées homériques se perd dans des temps légendaires, à Rome en revanche son origine est bien connue, ses auteurs bien définis, et l’influence grecque, donc étrangère, est déterminante. Les écrivains s'adonnant à l’écriture de poèmes épiques sont en effet avant tout des érudits, fin connaisseurs d’une poésie grecque dont ils n'hésitent pas à s'inspirer largement, aussi bien d’un point de vue technique qu’en ce qui touche le fond des textes.
La première épopée en latin est en réalité une traduction de l’Odyssée réalisée par un esclave d’origine grecque, Livius Andronicus. Ennius entreprend de composer une épopée de sujet latin, mais il utilise un vers d’origine grecque, l’hexamètre dactylique. L’épopée latine se constitue donc en partie par rapport au modèle grec, qui pèse considérablement sur la littérature latine.
L’Énéide de Virgile, l’épopée latine la plus célèbre, est le récit du périple d’Énée, ancêtre mythique des Romains fuyant Troie assiégée par les Grecs. L’Énéide remplit ainsi une fonction qu'elle partage avec beaucoup d’épopées, celle de donner à un peuple des récits fondateurs. Cependant, l’épopée latine se distingue radicalement de l’épopée de type homérique : il ne s'agit pas de récits constitués par une tradition mais de textes élaborés par des auteurs connus.

### Épopée en Inde

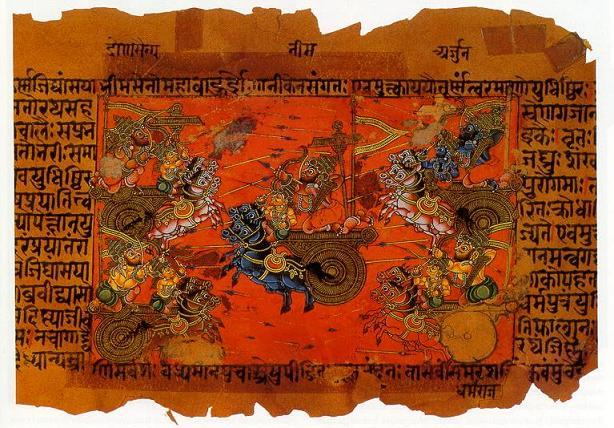
Illustration manuscrite de la bataille de Kurukshetra.

La littérature indienne classique foisonne dans le genre épique. Cependant, elle ne connaît pas un seul genre d’épopée, mais plusieurs styles épiques ont été codifiés selon des normes bien distinctes. En plus des deux grandes épopées nationales, il faut compter avec les puranas, les itihâsa(s) et les kavya(s), entre autres. Parmi ces genres épiques distincts, un nombre limité est retenu comme œuvres majeures (ou maha). 18 purâna(s) et 5 kavya(s) sont ainsi retenus, parmi un nombre bien plus grand. On peut noter les noms de deux poètes indiens : Kalidasa, auteur de deux kavya(s) : le Raghuvamsa et le Kumarasambhava. On doit en outre à Somadeva, une œuvre encore plus vaste que le Mahâbhârata : le Kathâsaritsâgara, mais ce dernier n'emprunte à la forme épique qu'une histoire centrale très diluée sur laquelle il compte un nombre important de contes.
Les deux grands poèmes, le Mahâbhârata et le Rāmāyana, respectivement d’une longueur de 250 000 et 24 000 vers, n'ont pas manqué d’être comparés à la Bible de par l’influence morale, culturelle et philosophique qu'ils ont exercé sur la civilisation indienne et ce, malgré leur caractère épique. En effet, bon nombre d’épisodes sont postérieurs à l’œuvre primitif qui de toute évidence était très proche par sa forme de l’épopée grecque. Narrant en effet tous deux des aventures relatives à la mythologie hindoue, et malgré la description de nombreuses batailles et l’emploi de nombre de figures de rhétoriques des plus diverses, ces épopées ont un caractère principalement didactique. Ainsi, le discours que tient Bhisma sur son lit de mort, comprenant exactement 19 494 versets, ou encore le Bhagavad-Gîtâ (Chant du Bienheureux), long poème philosophique inclus dans le sixième chant du Mahâbhârata, sont-ils des digressions constituant de véritables codes moraux, au fondement de la religion hindoue.

### Épopée africaine
L’épopée africaine relève de la littérature orale. Elle est souvent chantée, dansée ou dite, sur un accompagnement musical à la harpe ou au mvett. En Afrique de l'Ouest, l'une des épopées les plus connues est l'épopée de Soundiata, centrée sur le personnage semi-légendaire de Soundiata Keïta qui aurait fondé au XIIIe siècle l’empire du Mali. Cette geste légitime et fonde de la sorte la société malinké. Les Bambaras disposent de l'épopée bambara de Ségou. Les Peuls disposent d'épopées comme l'épopée de Silâmaka et Poullôri qui se réfère à leur lutte contre la domination qu'a exercée sur eux le royaume de Ségou aux XVIIe et XVIIIe siècles. En Afrique de l'Est se sont développées des épopées médiévales comme le cycle de Fumo Liyongo dans l'aire swahili.
Ces récits étant transmis en Afrique de l'Ouest par les griots, ceux-ci peuvent être considérés comme les dépositaires ou les garants des traditions de leur peuple qu'ils perpétuent par la description et la narration des hauts-faits des héros qui en sont à l’origine. Les griots varient largement dans leurs noms, leur mode de formation, leurs compétences, leur statut social et leurs fonctions précises au sein des sociétés où ils vivent.
Une épopée écrite est apparue plus tardivement dans les régions du Maghreb de l’Afrique musulmane, où les qasida évoquent une « sainte lutte » et des poèmes épiques comme l’Utendi wa Tambuka (un utenzi swahili) exaltent la victoire de l’islam ou celle de causes nationales et patriotiques.
La Mal'aba (ملعبة الكفيف الزرهوني) constitue une épopée marocaine de l'époque mérinide. Elle décrit la tentative d'union du Maghreb qu'avait entreprise le sultan Abu_al-Hasan_ben_Uthman. Écrite en dialecte marocain, elle représente aussi une origine du malhoun. Ibn Khaldoun la mentionne à la fin de sa « Muqaddima » comme étant l'une des principales épopée lyriques de l'art appelé « Mala'ib » (ملاعب).

### Chanson de geste
La chanson de geste consistait dans la récitation ou la déclamation d’un poème généralement décasyllabique par un trouvère ou un troubadour, souvent accompagné à la vièle. La formule « Oëz seignor! », attestée dans beaucoup de prologues de chansons de geste rappelle sa finalité essentiellement orale. La narration en est historique, malgré une exagération manifeste, puisque la chanson de geste célèbre un passé glorieux (ère carolingienne, héroïsme croisé) par le récit des exploits des héros des temps passés, posés comme champions de la foi, modèles de vertu qui, par leur goût de l’honneur, leur profond respect des liens féodaux, servent à l’exaltation des valeurs chevaleresques. Les héros sont donc des personnages réels, auxquels sont prêtés une force surhumaine, un courage à toute épreuve, etc., qui se sont illustrés en des actions diverses. On retrouve ainsi, entre autres, l’empereur Charlemagne, son neveu Roland, Guillaume d’Orange, Raoul de Cambrai, Godefroy de Bouillon, Bertrand Du Guesclin.

### Saga scandinave
Les sagas sont des récits transmis de génération en génération dans les pays de culture norroise, c’est-à-dire dans les anciens pays vikings, tout particulièrement l’Islande et la Norvège, composés et chantés par les sagnamenn, un équivalent scandinave des bardes gaéliques ou des troubadours et trouvères européens. Elles relatent surtout des faits liés aux voyages et aux guerres menées par les Vikings à l’intérieur de leurs territoires aussi bien que par-delà l’océan, dans le Groenland qu’ils furent les premiers à découvrir. Elles se basent donc souvent sur des faits historiques, et même les aventures les plus fictionnelles qui y sont narrées témoignent d’un souci de vraisemblance marqué. Elles furent rédigées en prose entre le XIIe et le XIVe siècle afin d’assurer leur pérennité, alors même que leur nom, à l’étymologie proche des verbes allemand sagen et anglais to say, révèle bien une origine exclusivement orale. Principalement héroïques, leur personnage principal est souvent une incarnation des vertus nationales, et très mis en valeur, comme le montre ce début commun à nombre de sagas : « Der var en mann ved navn » (« Il était un homme nommé… »).

### Épopée japonaise
L’épopée japonaise est tardive et d’inspiration largement historique. Le terme nippon gunki monogatari renvoie à la réalité complexe d’un genre regroupant des œuvres très diverses, au rapport avec l’oralité très inégal et généralement rédigées en prose.
Des deux plus importants monogatari, le genji monogatari et le Heike Monogatari, le premier s'apparente davantage à un roman psychologique et social qu'à une épopée dans le sens traditionnel du terme. Le deuxième quant à lui est le récit de la guerre de Gempei, une guerre civile qui embrasa le Japon au XIIe siècle, durant l’époque trouble dite de Kamakura. Originellement oral, le Dit des Heike est fixé par écrit entre la fin du XIIIe et le XIVe siècle par des transcripteurs se basant sur des récitations de bonzes aveugles, accompagnées au luth à quatre cordes. Même si elle est écrite en prose, l’œuvre est donc fortement rythmée et cadencée.
L’épopée japonaise a joué un rôle essentiel dans la culture japonaise, puisqu'elle fut une source d’inspiration majeure pour l’ensemble de la culture japonaise, qu'il s'agisse des arts (Ukiyo-e), du théâtre (nô, kabuki, joruri et bunraku) ou de la littérature.

### Épopée russe
La byline (en russe : были́на bylina, pluriel были́ны byliny) est une forme traditionnelle de la poésie narrative héroïque de la Russie ancienne, transmise oralement à l'origine. Les bylines content les hauts faits de bogatyrs (preux chevaliers) et d'autres personnages légendaires. Elles étaient à l'origine en vers libres accentués et chantées.
Les bylines sont un mélange de chants historiques et d'épopées mythiques, inspirées du folklore du Nord de la Russie. On distingue habituellement deux périodes pour les bylines : les bylines de Kiev et celles de Novgorod.
- Les bylines de Kiev sont épiques, avec un héros réunissant des qualités comme le courage, le respect, le désintéressement. Ce sont des bylines qui correspondent à l'idéal du noble-guerrier qui conquiert de nouveaux territoires.
- Les bylines de Novgorod racontent les aventures du marchand Sadko et de l'explorateur-aventurier Vassili Bousslaiev. Ce sont des bylines à la gloire d'activités qui développèrent pacifiquement une grande république.

### Épopée post-médiévale en Occident
Après le Moyen Âge, l’épopée est un genre en déclin. Mais si peu de poètes s’y essaient, beaucoup d’entre ceux qui s’efforcent malgré tout d’en perpétuer la tradition passent à la postérité. Les exemples italiens, portugais et anglais illustrent bien cette idée, puisque chacun de ces trois pays verra s'y rédiger de grandes oeuvres avec le Roland furieux et la Jérusalem délivrée pour l'Italie, les Lusiades de Camões, relatant le voyage de Vasco de Gama, et religieux pour l’Angleterre, avec Le Paradis perdu de John Milton. Il convient également de faire mention des multiples tentatives épiques allemandes, et notamment de celle de Klopstock, qui signe avec La Messiade un poème d’une grande originalité, porté aux nues par la jeune génération romantique, et notamment Goethe, avant de sombrer dans l’oubli, peut-être inspiré par la « Christiade » de Vida, une épopée renaissante en latin. Parmi les romantiques, en France, Chateaubriand avec Les Martyrs, épopée en prose, Lamartine avec La Chute d'un ange et Hugo tentèrent de donner un nouveau souffle à ce genre.

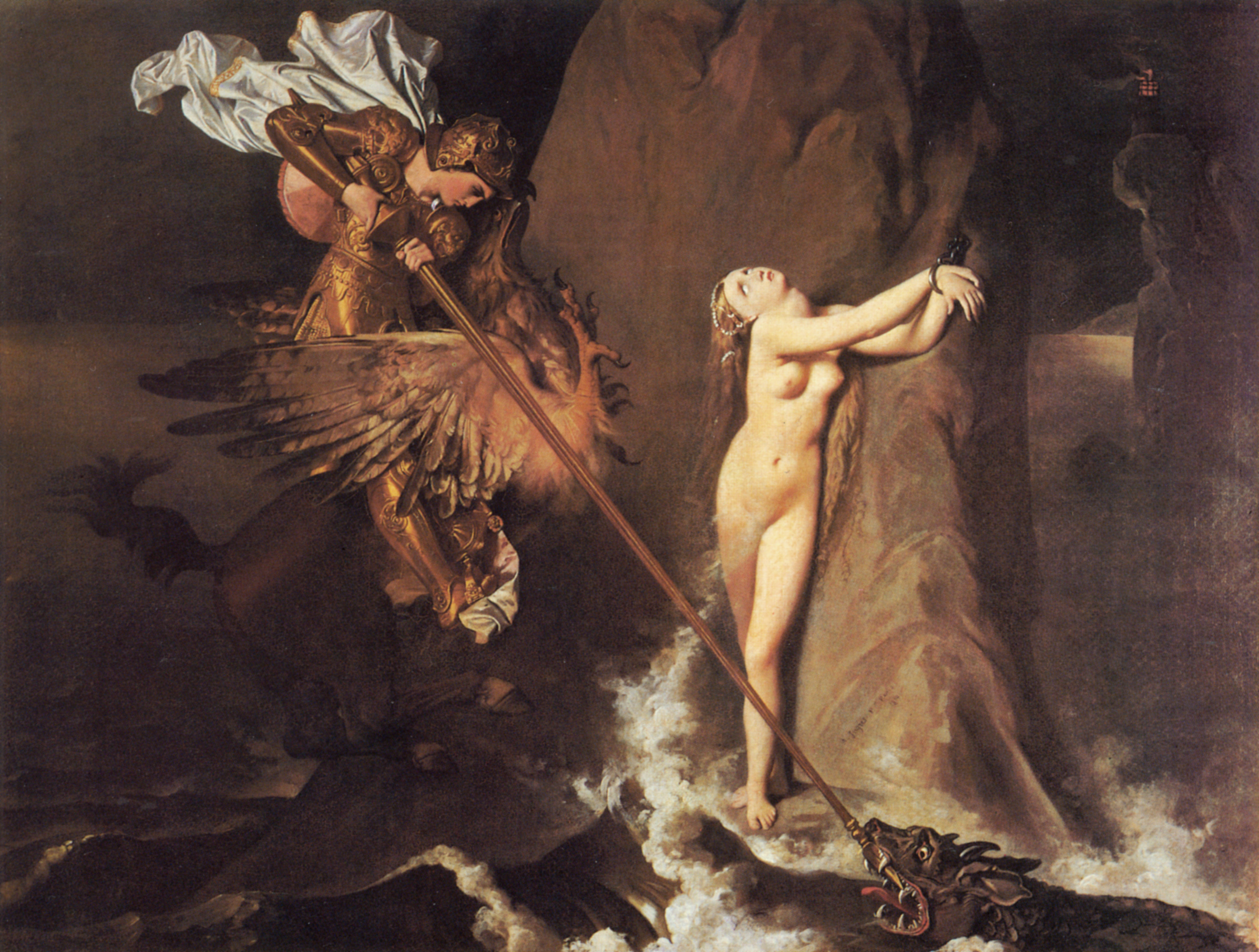
Roger délivrant Angélique. Scène de l’Orlando furioso illustrée par Ingres (1819, musée du Louvre).

#### Épopée française

Jeanne d’Arc, l’une des plus grandes héroïnes nationales, fut le sujet de nombreuses épopées.

« Les Français n’ont pas la tête épique ! », s’exclame Théophile Gautier, constatant que si les poètes français ont été très prolifiques en matière d’épopées, aucune d’entre elles ne peut rivaliser avec les chefs-d’œuvre du genre réalisés dans d’autres pays européens. En effet, les quelques épopées sérieuses rédigées pour perpétuer un genre disparaissant ne font pas date dans l’histoire de la littérature, et si leur nom perdure, c’est surtout en raison de leur échec dans cette entreprise. C’est le cas par exemple pour La Pucelle ou La France délivrée de Chapelain ou encore la Henriade de Voltaire, la première s’inscrivant parfaitement dans la tradition classique tandis que la seconde était surtout destinée à raviver l’identité nationale française et véhiculer les valeurs des Lumières. Un autre exemple marquant est celui de la Franciade. Commandée par Charles IX à Pierre de Ronsard afin de doter la France d’un grand poème national, ce dernier abandonna l’entreprise avant de l’avoir achevée. Gautier explique ces échecs par une « absence de style », cet « émail indestructible qui fait durer éternellement la pensée qu’il recouvre : la longueur et la dimension ne font rien pour l’immortalité d’un ouvrage » : ces poèmes seraient, écrit-il encore « enfoncés au plus profond des eaux noires de l’oubli, tous parfaits, tous construits selon les lois de l’architectonique, de la symbolique, de l’ésotérique, et autres recettes admirables, chefs-d’œuvre auxquels ne manque, pour pouvoir être lus, qu’une toute petite chose bien dédaignée, bien repoussée aujourd’hui par les mystagogues et les rêveurs à grandes prétentions… la forme, rien que cela ! ». Mais il faut préciser que le parnassien se fait une très grande idée de la grande épopée, qu’il compare au « but le plus escarpé que puisse tenter la pensée humaine, comme un louable effort pour arriver au sommet olympien, qui n’a gardé sur son front, depuis tant de siècles, que l’empreinte ineffaçable de la sandale d’Homère. Les poèmes épiques retenus par l’histoire littéraire sont donc des parodies, et notamment le Virgile travesti de Scarron ou le Lutrin de Boileau. Le Virgile travesti traite un sujet héroïque dans un style burlesque, en octosyllabes. L’œuvre de Boileau suit une démarche inverse, puisqu'il traite un sujet trivial dans un style noble.

### Épopée moderne
Jugée monotone, l’épopée a été victime, en Occident, après le XVIIIe siècle d’une opposition croissante entre poésie et récit long[réf. nécessaire]. On ne la retrouve plus alors que sous la forme de « médaillons »[réf. nécessaire], d’épyllions, c’est-à-dire de poèmes brefs de tonalité épique, à la suite d’Ovide, qui avait inauguré ce genre avec ses Métamorphoses. Ayant connu un peu de succès dans l’Angleterre de la Renaissance[réf. nécessaire], on peut en rapprocher les Tragiques d’Agrippa d’Aubigné, mais surtout, au XIXe siècle, les sonnets constituant les Trophées de Heredia et les courts poèmes de la Légende des siècles de Victor Hugo, véritable épopée visionnaire, d’après Albert Thibaudet[réf. nécessaire]. L’épopée en tant que poème a peu à peu été remplacée dans ses fonctions par le roman, « épopée bourgeoise moderne » selon Hegel.

## La figure du héros
Le héros de l’épopée est souvent un personnage d’une grande importance nationale ou internationale, ayant eu un impact historique ou légendaire fort[réf. nécessaire]. Il prend généralement part à un long voyage ou une quête ambitieuse, affronte les adversaires qui s’acharnent à tenter de le défaire, à vouloir l’empêcher de poursuivre son voyage, et finit par rentrer chez lui, considérablement transformé par son voyage[réf. nécessaire]. Pourtant, le héros est, dans la plupart des cas, réduit à des sentiments clairs : l’amour du pays, la violence, la bravoure, la ruse, la foi conjugale ou religieuse; et ce n’est que très progressivement que l’auteur pourra lui conférer plus de profondeur. Ainsi, « un indécis, un homme habitué à vivre en lui-même, un être qui lutte contre sa nature pour accomplir ce qu’il croit être son devoir, ne sont pas des personnages d’épopée »[précision nécessaire], contrairement à la tragédie, dont ce conflit constitue un trait essentiel, mais dans laquelle le jeu théâtral permet une plus claire compréhension des évènements et des luttes internes, qui seraient bien difficiles à rendre dans la déclamation d’un poème, ce qui ne va pas sans exceptions. On retiendra notamment l’exemple virgilien, qui fait préférer à Énée, après bien des interrogations, sa mission divine au bonheur conjugal avec Didon.

## Motifs récurrents

### Lecano
Le cano (en latin, « je chante ») est une formule commune à un grand nombre d’épopées occidentales, se confondant souvent avec la praepositio (présentation du thème principal de l’épopée) et l’enumeratio (énumération des principaux belligérants, description sommaire du héros). Si l'auteur de l’Iliade commence son poème en demandant à Athéna de chanter la colère d'Achille, la première occurrence qui est connue de cette pratique à la première personne se trouve dans l’Énéide, dans le fameux « Arma virumque cano » (« Je chante les armes et le héros… »), et fut maintes fois reprise et adaptée, au point qu'elle apparaît comme un canon du genre épique imposé par la tradition et le respect des Anciens. Elle commence une série de vers donnant généralement le ton à l’œuvre. Ainsi, elle permet vite de distinguer épopées à vocation héroïque, nationale, nationaliste, historique, sacrée, profane, sérieuse, parodique, et donne les thèmes principaux du poème. La Jérusalem délivrée débute ainsi par les vers « Canto l’Arme pietose e 'l Capitano / Che 'l gran Sepolcro liberò di Cristo » (« Je chante les armes pieuses et le capitaine qui délivra le grand sépulcre du Christ »), se rapportant clairement à une épopée religio-héroïque, tandis que l’on reconnaît bien le caractère héroï-national d’une œuvre à la lecture de vers tels que « Je chante ce héros qui régna sur la France / Et par droit de conquête et par droit de naissance… » (La Henriade) ou la volonté de parodie, notamment dans « Je chante les combats et ce prélat terrible / Qui par ses longs travaux et sa force invincible / Dans une illustre église exerçant son grand cœur / Fit placer à la fin un lutrin dans le chœur » (Le Lutrin) ou encore « Je qui chantai jadis Typhon / D’un style qu’on trouva bouffon… » (Virgile travesti).

### L’invocation à lamuse

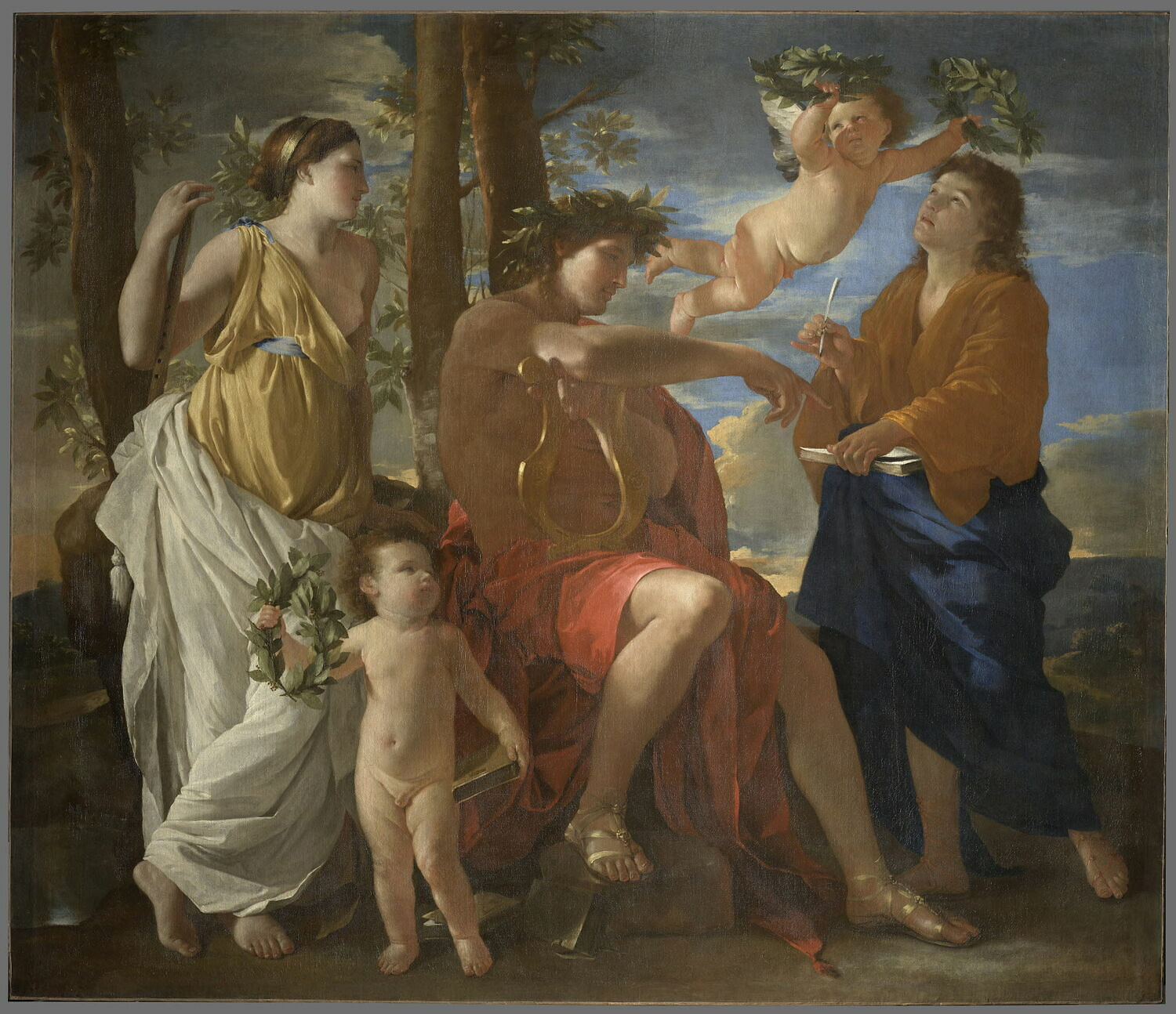
L’Inspiration du poète épique, par Nicolas Poussin, montrant un poète écrivant sous la dictée du dieu des arts Apollon (tableau au Louvre).

L’appel à l’aide d’une divinité supérieure est une convention qui a longtemps perduré dans l'épopée occidentale d'inspiration classique, au point que l'on a pu dire que « l’invocation à une divinité quelconque par quoi commence traditionnellement la plupart des poèmes épiques n'est pas une simple formule rituelle », et la qualifier d’« invocation sacramentelle ». Elle serait liée à la forte croyance des poètes, notamment grecs, en la nécessité d’une inspiration divine pour la rédaction de leurs poèmes. On la retrouve pour la première fois dans l’Iliade (« Chante, Déesse, du Pèlèiade Akhilleus… »), puis dans l’Odyssée (« Muse, chante ce héros… »). L’invocation à la muse est présente aussi bien dans des épopées sérieuses, comme le Paradis perdu (« Sing, o heavenly Muse ») ou La Henriade, dans laquelle Voltaire préfère faire appel à « l’auguste Vérité » comme dans les épopées les plus burlesques. L’invocation de la muse consiste en quelques vers au cours desquels le poète appelle ce personnage afin qu’il l’instruise, qu’il l’éclaire sur les évènements qu’il doit relater. Relevant en effet du surnaturel, elle a pu assister aux importants faits que l’auteur veut traiter. La muse est alors parfois présentée comme la véritable auteur de l’épopée, puisqu’elle «dit », « chante » une histoire afin que le poète la retranscrive. Celle du Paradis perdu est à cet égard intéressante en plus d’un point, car très révélatrice du rôle que le poète veut faire jouer à la muse et des raisons pour lesquelles il s’adresse à elle :
« Sing, Heavenly Muse, that, on the secret top

Of Oreb, or of Sinai, didst inspire

That shepherd who first taught the chosen seed

In the beginning how the heavens and earth

Rose out of Chaos […]
I thence

Invoke thy aid to my adventurous song […]. 

And chiefly thou, O Spirit, that dost prefer

Before all temples th' upright heart and pure, 

Instruct me, for thou know'st; thou from the first

Wast present, and, with mighty wings outspread, 

Dove-like sat'st brooding on the vast Abyss, 

And mad’st it pregnant: what in me is dark

Illumine, what is low raise and support; 

That, to the height of this great argument, 

I may assert Eternal Providence, 

And justify the ways of God to men. »
(« Chante, Muse céleste ! Sur le sommet secret d’Oreb et de Sinaï tu inspiras le berger qui le premier apprit à la race choisie comment, dans le commencement, le Ciel et la Terre sortirent du chaos. […] J’invoque ton aide pour mon chant aventureux […] Et toi, ô Esprit ! qui préfères à tous les temples un cœur droit et pur, instruis-moi, car tu sais ! Toi, au premier instant tu étais présent : avec tes puissantes ailes éployées, comme une colombe tu couvas l’immense abîme et tu le rendis fécond. Illumine en moi ce qui est obscur, élève et soutiens ce qui est abaissé, afin que de la hauteur de ce grand argument je puisse affirmer l’éternelle Providence, et justifier les voies de Dieu aux hommes », John Milton, Le Paradis perdu - traduction Chateaubriand).

### La descente aux enfers
Dans l’Antiquité, la plupart des poèmes épiques à tendance mythique décrivaient les Enfers, séjour gréco-romain des morts. Bien qu’ils ne soient un passage obligé que pour les âmes des défunts, les vivants, artistes ou héros, pouvaient y accéder à la condition d'en connaître le rite d’entrée, afin de communiquer avec les ombres des personnalités célèbres ou leurs parents. Ils cherchaient ainsi à obtenir des renseignements sur des évènements passés ou à venir, ou se déroulant dans des lieux lointains. Les exemples les plus fameux en sont la descente aux Enfers d’Ulysse, au chant XI de l'Odyssée, et d’Énée, ainsi que celle de Dante, qui y descend accompagné du poète Virgile dans la Divine Comédie et en offre une description complète, mais d’autres plus ignorés méritent d’être mentionnés du fait de leur originalité, comme celle de Satan dans Le Paradis perdu, du Christ dans la Messiade.

### Le voyage en mer
Le voyage en mer est un thème récurrent dans les épopées, aussi bien orientales qu’occidentales. Qu’il en occupe une place majeure, comme dans les Lusiades ou l’Odyssée, ou qu’il ne constitue qu’une partie plus modeste du récit, il revêt souvent une portée symbolique. La mer, élément peu connu, inspirant respect, crainte ou méfiance, pays des forces malfaisantes dans nombre de religions, devient alors le terrain privilégié du conflit impitoyable opposant forces bienfaisantes (le héros et ses adjuvants) et malfaisantes (les détracteurs surnaturels)[réf. nécessaire]. Le voyage en mer devient donc l’affirmation de la supériorité des vertus incarnées par le héros sur la superstition, de l’Homme sur les puissances divines, comme cela se voit notamment dans l’Énéide. Mais ce voyage est également initiatique, puisqu’il permet au héros de se découvrir, de déployer sa puissance, de dévoiler ses vertus, de pousser ses capacités intellectuelles et physiques au maximum (cf. le voyage de Gilgamesh), de découvrir des réalités transcendantes, de se purifier en quelque sorte par une lutte contre ses mauvais démons[réf. nécessaire].

## L’épopée visionnaire
L’attribution à certaines épopées du qualificatif de « visionnaire » remonte au XIXe siècle[réf. nécessaire], et sert à traduire une vérité bien plus complexe qu’il n’y paraît. L’exemple-type de ce sous-genre est la Divine Comédie de Dante, qui semble respecter un nombre assez restreint de traits communs à la majorité des épopées, œuvre bien plus mystique que guerrière, plus métaphysique que matérielle, plus universelle et particulière à chacun que nationale ou héroïque. Le genre de l’épopée visionnaire a été défini plus tard par Victor Hugo dans sa préface à la Légende des siècles, épopée qu’il dit visionnaire et dans laquelle il veut montrer « l’homme montant des ténèbres à l’idéal, la transfiguration paradisiaque de l’enfer terrestre, l’éclosion lente et suprême de la liberté, droit pour cette vie, responsabilité pour l’autre. » L’épopée visionnaire se devrait alors d’« exprimer l’humanité dans une espèce d’œuvre cyclique, la peindre successivement et simultanément sous tous ses aspects, histoire, fable, philosophie, religion, science, lesquels se résument en un seul immense mouvement vers la lumière »[précision nécessaire].

## Quelques épopées célèbres
- épopées mésopotamiennes :
  - l’Épopée de Gilgamesh
  - l’Épopée d'Atrahasis
  - l’Enuma Elish
- épopées européennes :
  - épopées grecques et latines :
    - Les Travaux et les Jours d'Hésiode
    - l’Iliade (attribuée traditionnellement à Homère)
    - l’Odyssée (attribuée traditionnellement à Homère)
    - les Argonautiques (Apollonios de Rhodes)
    - l’Énéide (Virgile)
    - la Pharsale (Lucain)
    - la Punica (Silius Italicus)
    - le Bellum Punicum (Naevius)
    - la Thébaïde et l’Achilléide (Stace)
    - les Argonautiques (Caius Valerius Flaccus)
    - Le Rapt de Proserpine (Claudien)

  - épopées européennes médiévales :
    - le Beowulf (vieil anglais)
    - l’Edda (en islandais)
    - la Chanson des Nibelungen (germanique)
    - la Chanson de Roland (vieux français)
    - les Romans de la table ronde (Chrétien de Troyes) (vieux français)
    - la Chanson de la croisade albigeoise (occitan)
    - Parzival (Wolfram von Eschenbach) (germanique)
    - El Cantar del Mío Cid (en espagnol)
    - Heliand (en vieux saxon)
    - Africa (Pétrarque) (en latin)

  - épopées européennes de l’époque moderne :
    - Les Tragiques (Agrippa d'Aubigné) (français)
    - La Franciade (Pierre de Ronsard) (français)
    - Virgile travesti (Paul Scarron) (français)
    - Le Lutrin (Boileau) (français)
    - Orlando furioso (Roland Furieux) (l’Arioste) (italien lombard et toscan)
    - La Jérusalem délivrée (Le Tasse) (italien)
    - Les Lusiades (Luís de Camões) (portugais)
    - La Henriade (Voltaire) (français)
    - Le Paradis perdu (Milton) (anglais)
    - La Guerre de Chocim (Wacław Potocki) (en polonais)
    - Oberon (Christoph Martin Wieland) (en allemand)
    - L'Achilléide (Johann Wolfgang von Goethe)
    - Les Martyrs (François-René de Chateaubriand) (français)
    - La Messiade (Klopstock) (allemand)
    - Le Messire Thadée (Adam Mickiewicz) (en polonais)
    - La Reine des fées (Edmund Spenser) (anglais)
    - La Légende des siècles (Victor Hugo) (français)
    - La Fin de Satan (Victor Hugo) (français)
    - Les Guérillères (Monique Wittig) (français)
    - Mirèio, Frederic Mistral (provençal)
    - Jocelyn (Alphonse de Lamartine) (français)

- épopées Europe orientale :
  - La Byline (épopée russo-ukrainienne) du Prince Vladimir
  - La Byline d'Ilya Mouromets
  - La Byline d'Aliocha Popovitch
  - Digénis Akritas ; Le Seigneur de la Frontière au sang mêlé (Byzance)
  - La Cantilène de Kosovo (Serbie)
  - La Mort de Marko Kraljevic (Serbie)
  - Le Chevalier à la peau de panthère, Chota Roustaveli (Géorgie)
  - le Livre des Héros ; Légendes sur les Nartes (Ossétie)
  - David de Sassoun (arménienne)

- épopées orientales et arabes :
  - Le Roman d'Antar (attribué à Antar)
  - le Shâh Nâmeh (« Le Livre des Rois ») (Ferdowsi - 940-1020, en persan)
  - La Mal'aba de Kafif ez-Zarhouni (Maroc) en dialecte marocain du XIVe siècle.
  - la Geste hilalienne (Tunisie)
  - le Roman de Baïbars (Égypte)
  - le Livre des Maccabées ,(Judaisme)
  - l’Épopée de Manas (kirghiz)
  - Er-Töshtük (kirghiz)
  - Kojojash (Asie centrale)
  - Koroghlou (Asie centrale)
  - Mamé Alan (kurde)

- épopées américaines :
  - Naissance de Huitzilopochtli (Aztèques)
  - Le Chant de Hiawatha (Henry Wadsworth Longfellow)
  - Feuilles d'herbe (Walt Whitman)
  - La Légende d’un peuple (Louis-Honoré Fréchette)
  - Canto general (Pablo Neruda)
  - L'Empire des rêves (Giannina Braschi)
  - Omeros (Derek Walcott)

- épopées indiennes :
  - Mahâbhârata
  - Rāmāyana
  - Silappatikaram Le chant des anneaux , (Inde du Sud)

- épopées d'Extrême-Orient :
  - Le Cycle épique des Taïra et des Minamoto (Japon)
  - Les Chroniques des Trois Royaumes (Chine)
  - Le chant de la femme du guerrier (Viet-Nam)

- épopées africaines :
  - Épopée de Soundiata (mandingue)
  - Épopée bambara de Ségou (Bambaras))
  - Épopée de Silâmaka et Poullôri (Peuls)

- autres épopées de tradition ancienne :
  - le Kalevala (finnois)
  - le Kalevipoeg (estonienne)
  - le Cycle d'Ulster (en celte)
  - le Cycle Fenian (en vieil irlandais)